# Tecis Finanzdienstleistungen
Die tecis Finanzdienstleistungen AG ist ein deutsches Finanzberatungsunternehmen mit Sitz in Hamburg. Das als Strukturvertrieb (Netzwerk-Marketing) in einem Pyramidensystem organisierte Unternehmen vermittelt Versicherungen, Kapitalanlagen, Finanzanlagen und Immobilien unterschiedlicher Produktpartner für Privathaushalte und Unternehmen. Sie entstand 2004 aus der tecis Holding AG. Das Unternehmen ist eine 100-prozentige Tochtergesellschaft der Swiss Life Holding AG.

## Geschichte
Die tecis Holding AG wurde 1991 von Udo Keller in Berlin gegründet. Aus dem Zusammenschluss dreier anderer Unternehmen, der 1986 gegründeten Trithan AG, der 1987 gegründeten Cato GmbH und der 1988 gegründeten Conto GmbH entstand daneben 1998 die rechtlich und organisatorisch selbstständige tecis Services AG, die 2003 in die tecis Finanzdienstleistungen AG umfirmiert wurde. Der Name tecis bildet die Abkürzung aus „Trithan et Cato Investment Service“. Der Börsengang der tecis Holding AG erfolgte am 4. Dezember 1998. Am 18. September 2000 wurden die Aktien der tecis Holding AG in den MDAX aufgenommen.
Das Unternehmen war über seine operativen Tochtergesellschaften hauptsächlich auf die Vermittlung von Investmentfonds, Personenversicherungen, Krankenversicherungen sowie Baufinanzierungen spezialisiert. Kerngeschäftsfeld der tecis Holding AG bildete die Private Finanzplanung.
Konsolidierte Tochtergesellschaften waren die noch heute bestehende tecis Finanzdienstleistungen AG (Private Finanzplanung), die GLOBAL Vermögensberatung AG (Private Finanzplanung), die tecis Maklerservice AG (Großhändler für Investmentfonds und Versicherungsprodukte), die tecis Asset Management AG (Dachfondsgestützte Vermögensverwaltung und Produktentwicklung im Investmentbereich), die tecis Versicherungsmakler AG und die G&B Gilberg & Bruhn Versicherungsmakler GmbH (Gewerbe- und Kompositversicherungen sowie betriebliche Altersvorsorge), die tecis Service AG (Kundenservice, Vertriebsservice, Finanzen und Organisation für die übrigen Konzerngesellschaften) sowie die tecis eCom AG (IT-Prozesse und IT-Unterstützung für die übrigen Konzerngesellschaften). Diese waren mit Ausnahme der 51-prozentigen Tochtergesellschaft G&B Gilberg & Bruhn Versicherungsmakler GmbH alle hundertprozentige Tochtergesellschaften der tecis Holding AG.
Bis zum Mai 2002 erwarb die AWD Holding AG eine 96,1-prozentige Aktienmehrheit der bis zu diesem Zeitpunkt an der Deutschen Börse notierten und im MDAX vertretenen tecis Holding AG. Diese schloss die vollständige Übernahme der Aktien durch ein Squeeze-out im Januar 2003 ab.
Im Zuge der Integration in die AWD Holding wurde die tecis Holding AG 2004 mit ihrer eigenen Tochtergesellschaft tecis Finanzdienstleistungen AG verschmolzen. Im Jahr 2006 errichtete die AWD Holding AG die tecis Finanzdienstleistungen AG als eigenständige Vertriebsgesellschaft. Der Schweizer Finanzberatungs- und Versicherungskonzern Swiss Life erwarb 2007 die Aktienmehrheit an der AWD Holding AG. Infolge der Übernahme und der Neuaufstellung von Swiss Life Deutschland wurde im Jahr 2013 die AWD Holding auf die Swiss Life Deutschland Holding GmbH verschmolzen.
Die tecis Finanzdienstleistungen AG ist heute ein eigenständiges Unternehmen innerhalb von Swiss Life Deutschland und bei der Handelskammer Hamburg gemäß der EU-Vermittlerrichtlinie als Versicherungsvermittler sowie darüber hinaus als Finanzanlagenvermittler und als Immobiliardarlehensvermittler registriert.

## Kennzahlen
Die tecis Finanzdienstleistungen AG veröffentlicht keine separaten Finanzzahlen, sondern ist in den Konzernabschluss der Swiss Life Deutschland Holding GmbH einbezogen. Im Konzernabschluss der Swiss Life Deutschland Holding GmbH erwirtschafteten die vier Finanzvertriebe Swiss Life Select Deutschland, tecis, HORBACH und ProVentus im Geschäftsjahr 2018 einen Umsatz von 385,50 Millionen Euro.

## Kritik
Kundengewinnung und Bindung von Mitarbeitern finden seit Jahren in Presse und Foren Kritik. tecis wird dabei neben anderen Dienstleistern wie MLP und der Deutschen Vermögensberatung durch Betriebswirte wie Hartmut Walz eine besondere Nähe zu problematischen Praktiken des Strukturvertriebs vorgeworfen.
Im Februar 2025 kritisierte eine ARD-Reportage ebenfalls die angewandten Vertriebspraktiken von Tecis. Dabei wurde hervorgehoben, dass die Provisionsanreize und Vertriebsdruck der Verkäufer oft dazu führten, dass Kunden zu unrentablen Verträgen mit hohen verdeckten Kosten gedrängt werden. Wesentlich rentablere und kostengünstigere Alternativen würden ihnen bewusst verschwiegen. Zudem wurde die mangelnde Finanzbildung der Berater kritisiert, welche oft als Seiteneinsteiger lediglich eine Grundqualifikation durchlaufen und maßgeblich auf den Verkauf geschult werden.